# 李智勇 (政治人物)
李智勇（1953年1月—），男，江苏扬州人，中华人民共和国政治人物，中国共产党官员。

## 生平
1970年3月参加工作，从1970年3月至1978年11月，历任江苏省南京钢铁厂工人、工会干事、宣传干事、原料组副组长、团委副书记。其间，1978年7月至1978年11月，在中央团校学习。1975年8月，加入中国共产党。
1978年11月至1985年3月，担任中共中央组织部研究室干部。其间，1980年9月至1984年7月，在北京师范大学夜大中文专业学习。1985年3月至1989年3月，担任中共中央组织部研究室办公室副主任、部刊处副处长。1989年3月至1992年11月，担任中共中央组织部研究室部刊处处长。其间，1991年8月至1992年10月，在山东省挂职担任中共蓬莱市委副书记。
1992年11月至1995年7月，担任中共中央组织部党建读物出版社副社长（主持工作）。1995年7月至1996年3月，担任中共中央组织部党建读物出版社总编辑。1996年3月至1997年3月，担任中共中央组织部党建研究所副所长兼《党建研究》杂志社总编辑。其间，1994年10月至1996年5月，在哈尔滨工业大学技术经济专业在职研究生学习。
1997年3月至1999年3月，担任中共中央组织部办公厅主任。1999年3月至2000年3月，担任中共中央组织部副秘书长兼办公厅主任。2000年3月至2001年2月，担任中共中央组织部副秘书长。2001年2月至2005年7月，担任中共中央组织部秘书长（副部长级）。其间，1998年9月至2001年6月，在华中师范大学中国近现代史专业在职研究生学习，获得历史学博士学位。
2005年7月至2006年3月，担任中共中央组织部副部长兼秘书长。从2006年3月到2007年4月，专任中共中央组织部副部长。2007年4月至2007年8月，担任中共中央组织部副部长，中央人才工作协调小组副组长。2007年8月至2008年3月，担任中共中央组织部副部长，中华人民共和国人事部副部长、党组成员，中央人才工作协调小组副组长。2008年3月至2012年11月，担任中共中央组织部副部长，人力资源和社会保障部副部长、党组成员，中央人才工作协调小组副组长。
2012年11月起，担任中共中央国家机关工委副书记（主持常务工作，正部长级），中央人才工作协调小组副组长。
2013年3月，当选第十二届全国人大常委会委员。2018年3月，当选第十三届全国政协提案委员会主任。